# Emkendorfer Kreis

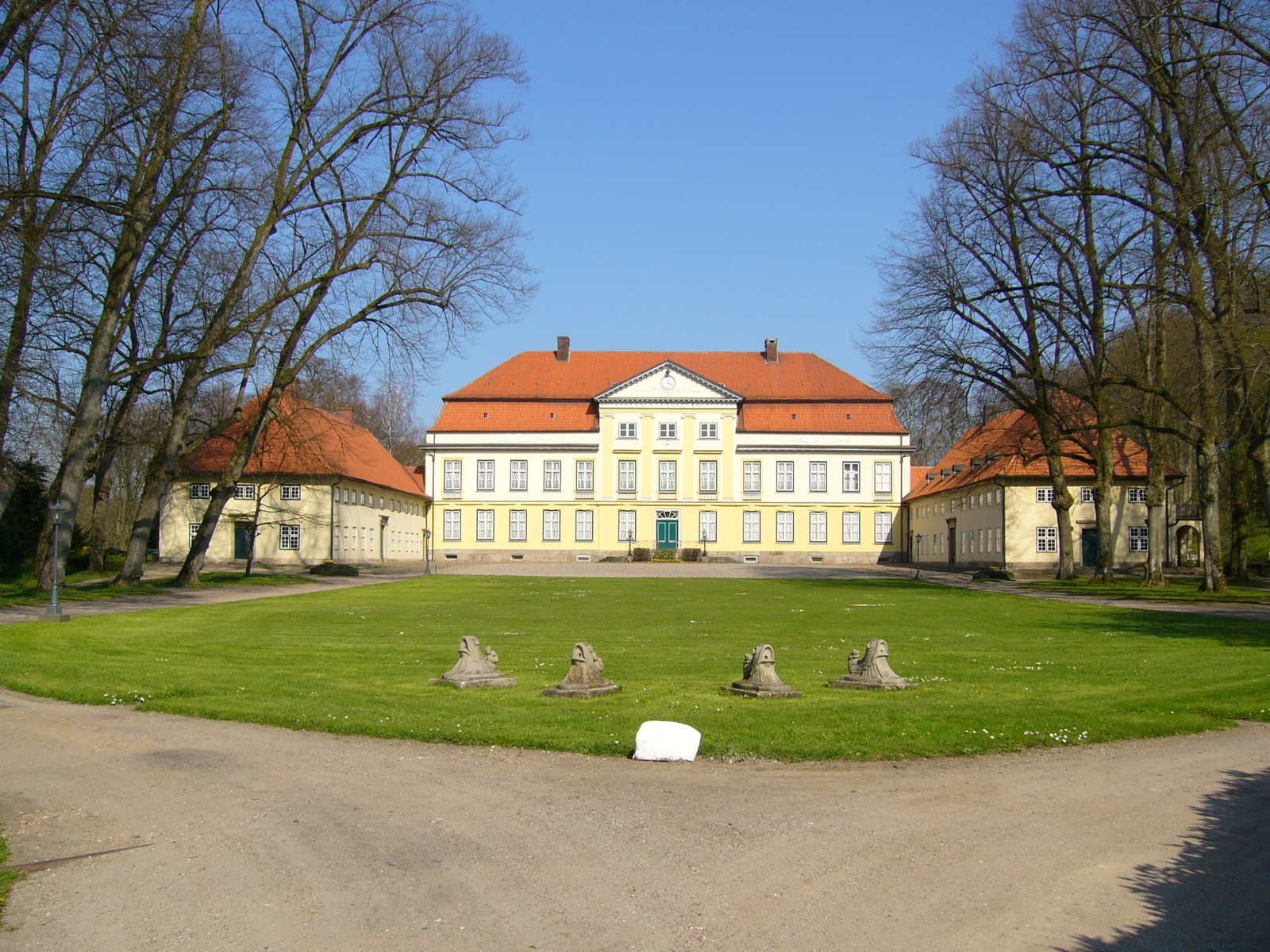
Gut Emkendorf, 2006

Der Emkendorfer Kreis war ein literarisch-musischer Zirkel, der sich ab 1783 im Herrenhaus Emkendorf um Friederike Juliane von Reventlow und ihren Mann Friedrich Karl bildete. Seine romantisch-pietistische Schwärmerei stand in entschiedener Gegnerschaft zur Französischen Revolution, zur Aufklärung und zum Rationalismus.
Zum Kreis zählten u. a. Friedrich Gottlieb Klopstock, Heinrich Christian Boie, Matthias Claudius, Johann Caspar Lavater, Johann Heinrich Voß und Friedrich Heinrich Jacobi; auch La Fayette fand sich dort ein. Der Kreis wandte sich unter anderem gegen den Rationalismus in der Theologie, wie er an der Theologischen Fakultät der Universität Kiel Fuß gefasst hatte. Durch gute Vernetzung in Adel und Beamtenschaft erlangte der Kreis politischen Einfluss, was einige Kieler Gelehrte das Amt kostete.
In Anspielung auf den Weimarer Musenhof wurde Emkendorf auch „Weimar des Nordens“ genannt, ein Titel, mit dem sich ebenso die Residenz Eutin mit dem Eutiner Kreis schmückte.

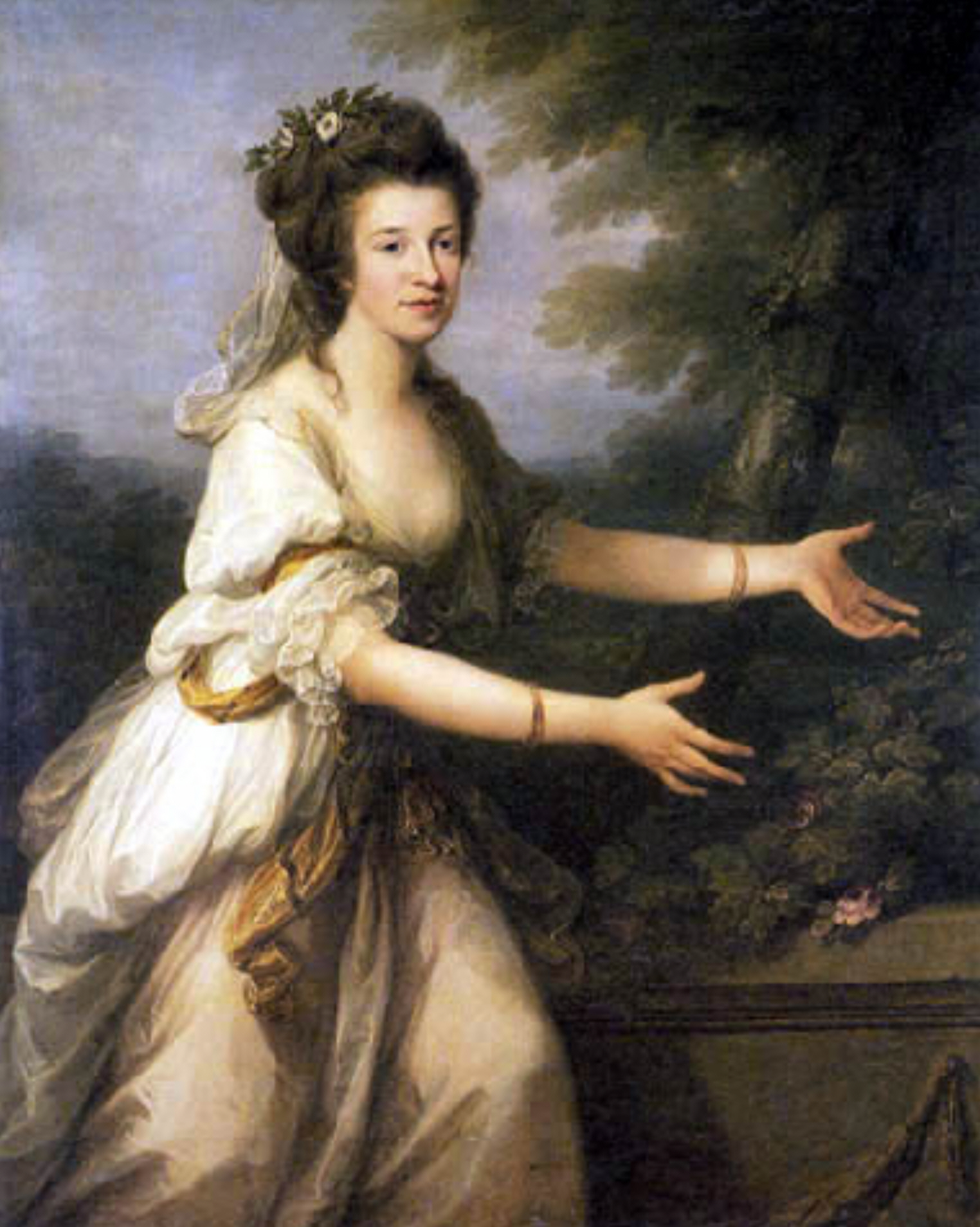
Friederike Juliane Gräfin von Reventlow
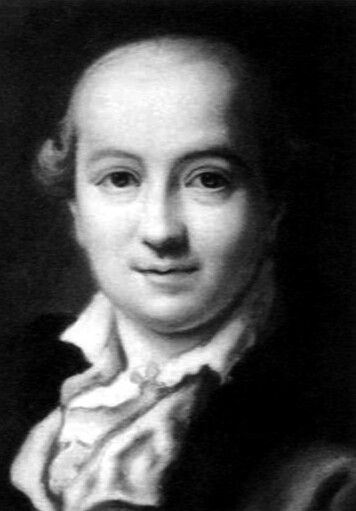
Heinrich Christian Boie
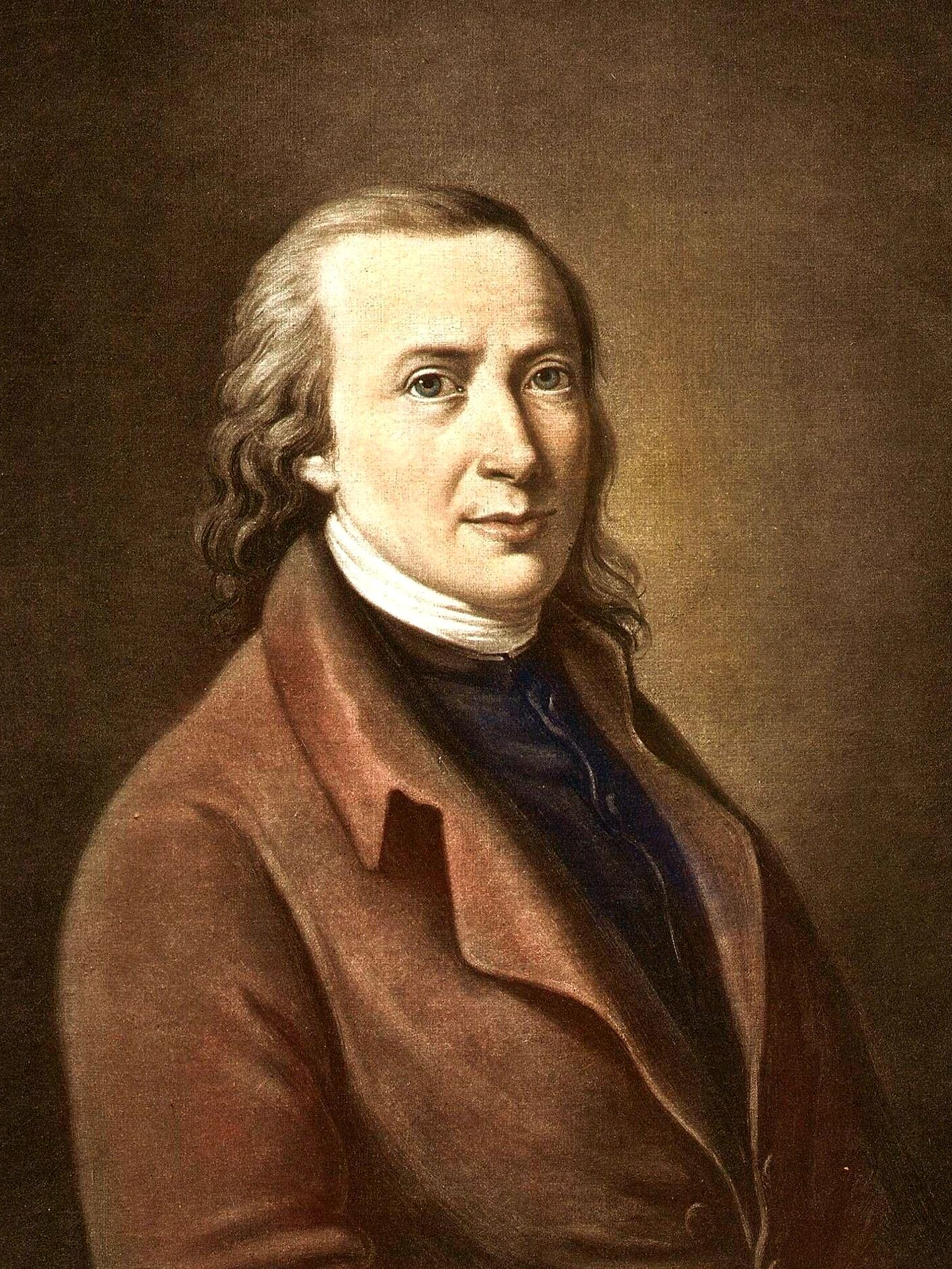
Matthias Claudius
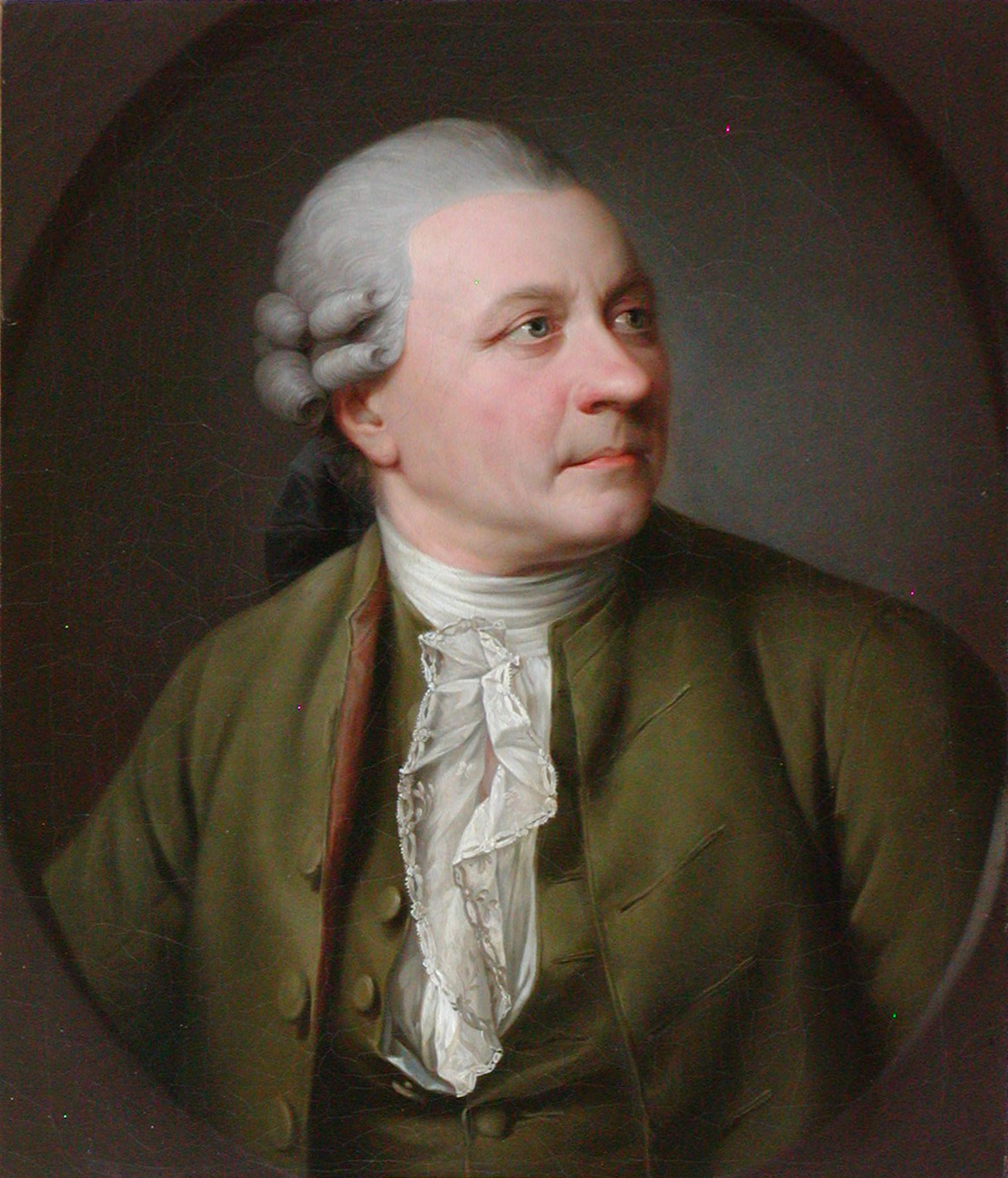
Friedrich Gottlieb Klopstock
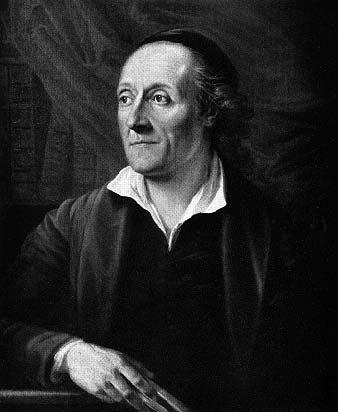
Johann Caspar Lavater
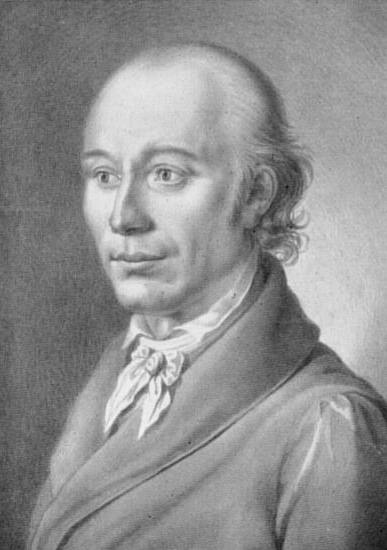
Johann Heinrich Voß
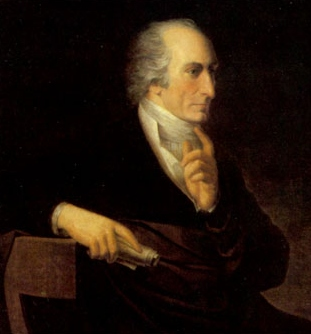
Friedrich Heinrich Jacobi